# Двадцатипятитысячники
Двадцатѝпятиты́сячники — рабочее движение начала 1930-х годов в период коллективизации сельского хозяйства, в рамках которого рабочие крупных промышленных центров СССР по решению Коммунистической партии были направлены на хозяйственно-организационную работу в колхозы. В реальности работа этого движения заключалась в проведении "раскулачивания". Никаких кулаков и при этом "раскулачивании" в действительности не было, поскольку в 1917 землю у реальных кулаков отняли и разделили между обычными крестьянами. "Кулаками" объявляли, чтобы отнять имущество и таким образом пролетаризировать самодостаточных крестьян, по старому "середняков", а остальных согнать в возрождённая общину, уничтоженную при Столыпине. Это был колхоз, оттуда, как и из общины, нельзя было уйти. Замысел коммунистов заключался в том, что поскольку сами они землю отнять не могли, так как крестьяне её получили по ленинскому декрету, поэтому решились это сделали руками самих крестьян. Для этого в деревню и были направлены "двадцатипятитысячники", они манипулировали крестьянами в классовом духе "отнять и поделить", а кого-то и просто запугивали. В результате крестьяне как бы сами на своих "советах" своих же соседей маркировали как "кулаков", отнимали у них имущество и изгоняли. 

## История
В ноябре 1929 года на пленуме ЦК ВКП(б) было принято постановление «Об итогах и дальнейших задачах колхозного строительства», в соответствии с которым решили направить в колхозы и МТС на постоянную работу 25 тысяч передовых городских рабочих для «руководства созданными колхозами и совхозами». Это решение нашло отклик среди рабочих. В отборе добровольцев участие принимали как партийные организации, так и непосредственно трудовые коллективы, обсуждавшие на заводских и цеховых собраниях поступившие заявления.
В результате организованной кампании было отобрано и послано на работу в колхозы 27 519 человек. Из 23 409 двадцатипятитысячников, на которых имеются анкетные данные, мужчины составляли 92,3 %, женщины — 7,7 %; коммунисты — 69,9 %, комсомольцы — 8,6 %, беспартийные — 21,5 %; производственный стаж: до 5 лет — 13 %, 5—12 лет — 39 %, свыше 12 лет — 48 %; около 16 тысяч двадцатипятитысячников состояли в союзе металлистов. С учётом полной неподготовленности этих людей в качестве руководителей и в области сельского хозяйства и агрономии, для первичной подготовки их к работе в деревне были созданы специальные курсы. Часть двадцатипятитысячников была послана на 2—3-месячную практику в совхозы, после чего большинство двадцатипятитысячников было направлено на работу непосредственно в колхозы основных зерновых районов страны: Украины, Северного Кавказа, Нижней и Средней Волги, Центрально-Чернозёмной области и других.

## Двадцатипятитысячники в искусстве
В романе Михаила Шолохова «Поднятая целина» двадцатипятитысячник Семён Давыдов организовывает колхоз на хуторе Гремячий Лог.